# Pierre Duparc
Pour les articles homonymes, voir Duparc.
Pierre Duparc, né le 22 mai 1912 à Annecy (Haute-Savoie) et mort le 15 juillet 2003 à Paris, est un archiviste et historien français du droit, qui a été professeur d'histoire du droit civil et du droit canonique à l'École nationale des chartes (1965-1981).

## Biographie
Élève à l'École nationale des chartes, il sort diplômé en 1936,.
Il publie une thèse consacrée au comté de Genève au cours du Moyen Âge. Elle est publiée en 1955 dans les Mémoires et documents de la Société d'histoire et d'archéologie de Genève,.
En 1942, il est diplômé de l'École pratique des hautes études et obtient un doctorat en droit. Il débute ensuite une carrière administrative, :
- 1938 : Bibliothécaire au Sénat ;
- 1941 : Archiviste en chef de la Haute-Savoie ;
- 1945 : Conservateur aux archives du Ministère des affaires étrangères ;
- 1956 : Attaché au service juridique du Ministère des affaires étrangères ;
- 1960 — 1965 : chef du bureau des traités au Ministère des affaires étrangères

Il est titulaire de la chaire d’histoire de droit civil et de droit canonique de l'École nationale des chartes, de 1965 à 1981. Il succède ainsi à Frédéric Joüon des Longrais.
Il dirige les cinq volumes (1977 à 1988) sur le procès en nullité de la condamnation de Jeanne d'Arc, dans les collections de la Société de l'histoire de France, dont il est membre puis président en 1979. Il devient membre associé en	 1937 de l'Académie florimontane, puis effectif en 1944 et membre d’honneur en 1970.
Il est élu le 21 décembre 1955, membre agrégé, puis titulaire le 16 octobre 1968 de l'Académie des sciences, belles-lettres et arts de Savoie.
Il était l'époux de Suzanne Duparc-Quioc.

## Ouvrages
- Articles parus dans la Revue savoisienne (journal publié par l'Association florimontane d'Annecy)
- Pierre Duparc, Le comté de Genève (IXe – XVIIe siècle), t. XXXIX, Genève, Société d’histoire et d’archéologie de Genève, coll. « Mémoires et documents » (réimpr. 1978) (1re éd. 1955), 621 p..

- Prix Gobert 1956 et 1957 de l’Académie des inscriptions et belles-lettres.
- Pierre Duparc ( éd.), Procès en nullité de la condamnation de Jeanne d'Arc, t. I : Texte, Paris, C. Klincksieck (Société de l'histoire de France), 1977, XXIII-525 p. (ISBN 2-252-02014-8).
- (la) Pierre Duparc ( éd.) (trad. du latin), Procès en nullité de la condamnation de Jeanne d'Arc, t. II : Texte, Paris, C. Klincksieck (Société de l'histoire de France), 1979, 612 p. (ISBN 2-252-02152-7).
- Pierre Duparc ( éd.) (trad. du latin), Procès en nullité de la condamnation de Jeanne d'Arc, t. III : Traduction, Paris, C. Klincksieck (Société de l'histoire de France), 1983, X-302 p. (ISBN 2-252-02418-6).
- Pierre Duparc ( éd.), Procès en nullité de la condamnation de Jeanne d'Arc, t. IV : Traduction, Paris, C. Klincksieck (Société de l'histoire de France), 1986, 238 p. (ISBN 2-252-02508-5).
- Pierre Duparc ( éd.), Procès en nullité de la condamnation de Jeanne d'Arc, t. V : Étude juridique des procès, contribution à la biographie de Jeanne d'Arc, Paris, C. Klincksieck (Société de l'histoire de France), 1988, XX-310 p. (ISBN 2-252-02508-5).

### Articls connexes
- Histoire de la Savoie
- Comté de Genève